# Euston Square Station
Euston Square Station er en London Underground-station på hjørnet af Euston Road og Gower Street, lige nord for University Collage London, og i gåafstand fra Euston Station. Den er mellem Great Portland Street og King's Cross St. Pancras på Circle, Hammersmith & City og Metropolitan lines, i takstzone 1. Den bør ikke forveksles med den nærliggende Euston Underground Station, der betjener Northern og Victoria lines.
Stationen åbnede i 1863 som "Gower Street", hvilket blev ændret til det nuværende i 1909. I slutningen af 2006 åbnede en ny indgang på sydsiden af Euston Road, i hjørnet ved Wellcome Trusts nye hovedkvarter. Denne erstattede den oprindelige indgang. Der er også indgang fra en gangtunnel på nordsiden af Euston Road.
I december 2005 offentliggjorde Network Rail planer om at anlægge en gangtunnel fra stationen til Euston Station, som en del af en renovering af Euston. Dette vil skabe en direkte forbindelse for fjerntogspassagererne, der ankommer på Euston. Disse planer vil også forfølges under en ombygning for High Speed 2.
Både Warren Street og Euston Underground Stationer er i gåafstand fra Euston Square.
Primo 2011 åbnede to nye elevatorer, som forbinder det vestgående spor med gaden. Her ovenover blev en moderne indgang til stationen åbnet.

## Galleri
- Wikimedia Commons har flere filer relateret til Euston Square Station

- Perroner set mod vest
- Perroner set mod øst
- Rondel på perron
- Indgang på nordsiden af Euston Road

## Transportforbindelser
London buslinjer 10, 14, 18, 24, 27, 29, 30, 73, 88, 134, 205, 390 og natlinjer N5, N18, N20, N29, N73 og N279.